# Dietrich Rohde (Bildhauer)
Dietrich Rohde (* 29. Mai 1933 in Berlin; † 27. Dezember 1999 in Königs Wusterhausen) war ein deutscher Bildhauer.

## Leben und Werk
Rohde studierte von 1953 bis 1956 an der Fachschule für angewandte Kunst in Berlin-Weißensee und anschließend bis 1961 bei Bernhard Heiliger, dann bei Richard Scheibe, an der Hochschule für bildende Künste in Westberlin. Rohde sah sich bei Heiliger in seiner Entwicklung zu sehr eingeengt und betrachtete Scheibe als seinen eigentlichen Lehrmeister. Er schuf später auch eine Porträtbüste Scheibes. 1961 wurde Rode infolge des Baus der Berliner Mauer von der Hochschule abgeschnitten. Er wollte deshalb bei Fritz Cremer weiterstudieren. Der betrachtete ihn jedoch als so ausgereift, dass er ihm empfahl, sich als Bildhauer selbständig zu machen. Rohde beantragte daraufhin die für die Selbständigkeit erforderliche Mitgliedschaft im Verband Bildender Künstler der DDR (VBK) und ließ sich als Bildhauer in Blankenfelde nieder. Dem VBK gehörte er bis 1990 an.
Rohde schuf insbesondere eine bedeutende Anzahl von Plastiken für den öffentlichen Raum im Ostteil Berlins und im Land Brandenburg.

## Werke (Auswahl)

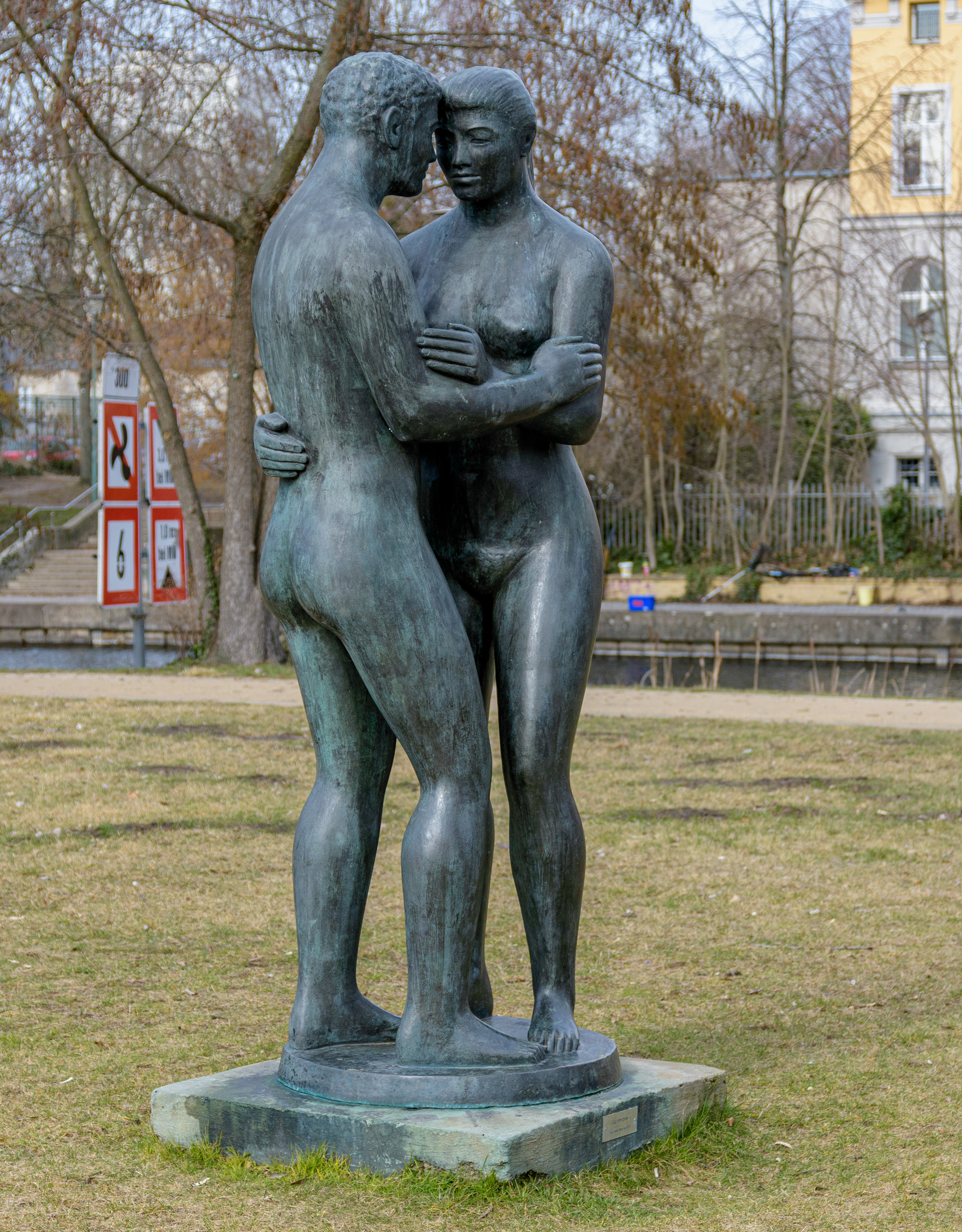
Figurengruppe Harmonie auf der Freundschaftsinsel

- Bisonstier (Bronze, 1962; Tierpark Berlin-Friedrichsfelde)[1]
- Harmonie (Zweifigurengruppe, Bronze, 1965; Potsdam, Freundschaftsinsel, Lange Brücke)[2]
- Möwenbrunnen (Bronze, 1967; Tierpark Berlin-Friedrichsfelde)[3]
- Baron Münchhausen (Bronze, Höhe ca. 360 cm 1967; Potsdam, Galileistraße 37–39)[4]
- Solidarität (Bronze, 1972; Premnitz, Fabrikenstraße)[5]
- Rangelnde Panther (Beton; 1972; Höhe 190 cm; Brandenburg/Havel, V.-Gosnat-Straße)[6][7]
- Salvator Allende (Porträtbüste, Bronze, 1981; Berlin, Pablo-Neruda-Str. 11; weiteres Exemplar in Gransee, Oranienburger Straße 30a)[8]
- Große liegende Figur (Kunststein, 1983; Potsdam, Breite Straße 24)[9]
- Mutter und Kind (Steinguss, 1985; Wohngebiet in Ludwigsfelde)[10]
- Bianca – Sitzendes Mädchen (Bronze, 2001; Tierpark Berlin-Friedrichsfelde)[11]
- Fontane (Statue und vier Sockelreliefs, Bronze; Werder, Precise Resort Schwielowsee)[12]
- Kämpfende Hähne (Bronze; Saalow, Horstweg)[13]

## Ausstellungen (unvollständig)
- 1964 bis 1984: Potsdam, Teilnahme an sieben Bezirkskunstausstellungen
- 1981: Potsdam ("Bezirkskunstausstellung zum X. Parteitag der SED")